# Fronda PL
Fronda PL Sp. z o.o. – wydawnictwo katolickie istniejące od 1994. Jego początki wiążą się z wydaniem pierwszego numeru kwartalnika Fronda. Co roku publikuje kilkadziesiąt tytułów.
Wydawnictwo publikuje także w serii Biblioteka „Frondy” książki autorów polskich (także wznowienia publikacji z lat 30. i 40. XX wieku) oraz tłumaczenia z języków obcych (zwłaszcza angielskiego, francuskiego i rosyjskiego). W zakres podejmowanej tematyki wchodzi teologia i filozofia chrześcijańska, biografie, historia, współczesna polska poezja, dramat i proza, a także publicystyka o tendencji konserwatywnej i katolickiej.